# Perú en los Juegos Olímpicos
Perú en los Juegos Olímpicos está representado por el Comité Olímpico Peruano, creado el 9 de octubre de 1924.El Comité Olímpico Peruano desarrolla, promueve y protege el Movimiento Olímpico en el Perú acorde con la Carta Olímpica.
Hizo su debut en los Juegos Olímpicos de Verano en la edición de 1900 en la ciudad de París, con una delegación compuesta por un único competidor que participó en esgrima. Desde los Juegos Olímpicos de Melbourne 1956 el país ha participado en todas las ediciones de los juegos. En su historial, cuenta con 1 medalla de oro (en tiro), 3 medallas de plata (una en voleibol y dos en tiro) y 1 medalla de bronce en vela.
En cuanto a los Juegos Olímpicos de Invierno, el país participó por primera vez en la edición de 2010 en la ciudad de Vancouver con un equipo compuesto por tres atletas que participaron en esquí alpino y esquí de fondo.

## Juegos Olímpicos de Verano
El primer deportista olímpico peruano fue el esgrimista Carlos de Candamo en los Juegos de París 1900. Perú es una de las primeras naciones sudamericanas que ganó una medalla de oro en los Juegos Olímpicos, aconteció en los Juegos Olímpicos de Londres 1948, cuando el país ganó su primera y única medalla de oro en la disciplina de tiro, modalidad de pistola libre, con el tirador Edwin Vásquez Cam. Este deporte logró tres de las cinco medallas olímpicas del país: En 1948, en 1984 con Francisco Boza y en 1992 con Juan Giha, estos dos últimos de plata. Y la única medalla de bronce obtenida por el Equipo Peruano fue en las Olimpíadas de París 2024 donde se consiguió en la ciudad de Marsella la presea de bronce por parte de Stefano Peschiera en Windsurf Masculino, Por Parte La Federación Peruana De Tabla Ha Levantado Un Reclamo Por Alonso Correa En Surf Por Perjudicar Al Surfista Peruano Por La Cual No Pudo Ganar Una Medalla De Bronce.
La otra medalla de plata obtenida en los Juegos Olímpicos corresponde a la disciplina del voleibol, cuando en 1988 en Seúl, el seleccionado peruano cayó por 3-2 ante la Unión Soviética. La selección femenina de voleibol que pasó a la historia por ser el primer equipo latinoamericano en alzarse con una medalla en este deporte estuvo integrado por Luisa Cervera, Alejandra de la Guerra, Denisse Fajardo, Miriam Gallardo, Rosa García, Sonia Heredia, Katherine Horny, Natalia Málaga, Gabriela Pérez del Solar, Cecilia Tait, Gina Torrealva y Cenaida Uribe.
Gracias a las cuatro medallas obtenidas en las disciplinas deportivas de tiro y voleibol, Perú ocupa el 99.º lugar en el medallero histórico de los Juegos Olímpicos entre los 206 miembros afiliados al Comité Olímpico Internacional, y el 12.º puesto entre los países iberoamericanos. Por el número total de preseas obtenidas, ocupa los puestos 16.º en voleibol y 40.º en tiro, en los medalleros históricos de estos deportes. La nadadora Rosario de Vivanco, con 15 años y 102 días en Tokio 1964, ha sido la participante peruana más joven, mientras que el tirador Pedro Puente, con 57 años y 159 días también en Tokio 1964, el participante peruano de mayor edad. Los deportistas peruanos han participado en 142 competiciones en 24 deportes olímpicos de verano.

### Medallero Juegos Olímpicos De Verano
| Sede                | Atletas                                   | Oro                                       | Plata                                     | Bronce                                    | Total                                     | Posición                                  |
| ------------------- | ----------------------------------------- | ----------------------------------------- | ----------------------------------------- | ----------------------------------------- | ----------------------------------------- | ----------------------------------------- |
| París 1900          | 1                                         | 0                                         | 0                                         | 0                                         | 0                                         | -                                         |
| San Luis 1904       | No participó                              | No participó                              | No participó                              | No participó                              | No participó                              | No participó                              |
| Londres 1908        | No participó                              | No participó                              | No participó                              | No participó                              | No participó                              | No participó                              |
| Estocolmo 1912      | No participó                              | No participó                              | No participó                              | No participó                              | No participó                              | No participó                              |
| Berlín 1916         | Suspendidos por la Primera Guerra Mundial | Suspendidos por la Primera Guerra Mundial | Suspendidos por la Primera Guerra Mundial | Suspendidos por la Primera Guerra Mundial | Suspendidos por la Primera Guerra Mundial | Suspendidos por la Primera Guerra Mundial |
| Amberes 1920        | No participó                              | No participó                              | No participó                              | No participó                              | No participó                              | No participó                              |
| París 1924          | No participó                              | No participó                              | No participó                              | No participó                              | No participó                              | No participó                              |
| Ámsterdam 1928      | No participó                              | No participó                              | No participó                              | No participó                              | No participó                              | No participó                              |
| Los Ángeles 1932    | No participó                              | No participó                              | No participó                              | No participó                              | No participó                              | No participó                              |
| Berlín 1936         | 40                                        | 0                                         | 0                                         | 0                                         | 0                                         | -                                         |
| Helsinki 1940       | Suspendidos por la Segunda Guerra Mundial | Suspendidos por la Segunda Guerra Mundial | Suspendidos por la Segunda Guerra Mundial | Suspendidos por la Segunda Guerra Mundial | Suspendidos por la Segunda Guerra Mundial | Suspendidos por la Segunda Guerra Mundial |
| Londres 1944        | Suspendidos por la Segunda Guerra Mundial | Suspendidos por la Segunda Guerra Mundial | Suspendidos por la Segunda Guerra Mundial | Suspendidos por la Segunda Guerra Mundial | Suspendidos por la Segunda Guerra Mundial | Suspendidos por la Segunda Guerra Mundial |
| Londres 1948        | 41                                        | 1                                         | 0                                         | 0                                         | 1                                         | 22                                        |
| Helsinki 1952       | No participó                              | No participó                              | No participó                              | No participó                              | No participó                              | No participó                              |
| Melbourne 1956      | 8                                         | 0                                         | 0                                         | 0                                         | 0                                         | -                                         |
| Roma 1960           | 31                                        | 0                                         | 0                                         | 0                                         | 0                                         | -                                         |
| Tokio 1964          | 31                                        | 0                                         | 0                                         | 0                                         | 0                                         | -                                         |
| México 1968         | 28                                        | 0                                         | 0                                         | 0                                         | 0                                         | -                                         |
| Múnich 1972         | 20                                        | 0                                         | 0                                         | 0                                         | 0                                         | -                                         |
| Montreal 1976       | 13                                        | 0                                         | 0                                         | 0                                         | 0                                         | -                                         |
| Moscú 1980          | 28                                        | 0                                         | 0                                         | 0                                         | 0                                         | -                                         |
| Los Ángeles 1984    | 35                                        | 0                                         | 1                                         | 0                                         | 1                                         | 33                                        |
| Seúl 1988           | 21                                        | 0                                         | 1                                         | 0                                         | 1                                         | 36                                        |
| Barcelona 1992      | 16                                        | 0                                         | 1                                         | 0                                         | 1                                         | 49                                        |
| Atlanta 1996        | 29                                        | 0                                         | 0                                         | 0                                         | 0                                         | -                                         |
| Sídney 2000         | 21                                        | 0                                         | 0                                         | 0                                         | 0                                         | -                                         |
| Atenas 2004         | 12                                        | 0                                         | 0                                         | 0                                         | 0                                         | -                                         |
| Pekín 2008          | 13                                        | 0                                         | 0                                         | 0                                         | 0                                         | -                                         |
| Londres 2012        | 16                                        | 0                                         | 0                                         | 0                                         | 0                                         | -                                         |
| Río de Janeiro 2016 | 29                                        | 0                                         | 0                                         | 0                                         | 0                                         | -                                         |
| Tokio 2020          | 35                                        | 0                                         | 0                                         | 0                                         | 0                                         | -                                         |
| París 2024          | 26                                        | 0                                         | 0                                         | 1                                         | 1                                         | 84                                        |
| Los Ángeles 2028    | Eventos lejanos                           | Eventos lejanos                           | Eventos lejanos                           | Eventos lejanos                           | Eventos lejanos                           | Eventos lejanos                           |
| Brisbane 2032       | Eventos lejanos                           | Eventos lejanos                           | Eventos lejanos                           | Eventos lejanos                           | Eventos lejanos                           | Eventos lejanos                           |
| Total               | 468                                       | 1                                         | 3                                         | 1                                         | 5                                         | 87                                        |

### Medallas por deporte
| Deporte  | Oro | Plata | Bronce | Total |
| -------- | --- | ----- | ------ | ----- |
| Tiro     | 1   | 2     | 0      | 3     |
| Voleibol | 0   | 1     | 0      | 1     |
| Vela     | 0   | 0     | 1      | 1     |

### Medallistas
| Evento           |   |   |   | T | Detalle                                           |
| ---------------- | - | - | - | - | ------------------------------------------------- |
| Londres 1948     | 1 | 0 | 0 | 1 | Tiro, Pistola libre 50 m, Edwin Vásquez Cam       |
| Los Ángeles 1984 | 0 | 1 | 0 | 1 | Tiro, Fosa olímpica, Francisco Boza Dibós         |
| Seúl 1988        | 0 | 1 | 0 | 1 | Voleibol, Selección femenina de voleibol del Perú |
| Barcelona 1992   | 0 | 1 | 0 | 1 | Tiro, Skeet, Juan Giha                            |
| París 2024       | 0 | 0 | 1 | 1 | Vela, Laser, Stefano Peschiera                    |
| Total            | 1 | 3 | 1 | 5 |                                                   |

## Juegos Olímpicos de Invierno
Quienes participan en deportes invernales representando al Perú, al igual que en la mayoría de los países tropicales de Latinoamérica, África y Asia, realizan su entrenamiento en el exterior debido a la falta de escenarios deportivos en el país para la práctica de los mismos.
El primer equipo olímpico de invierno estuvo formado por el esquiador de fondo Roberto Carcelén y por los esquiadores alpinos Manfred y Ornella Oettl Reyes que participaron en los Juegos de Vancouver 2010. 
Manfred Oettl Reyes, con 16 años y 124 días en Vancouver 2010, ha sido el participante peruano más joven, mientras que Roberto Carcelén, con 43 años y 160 días en Sochi 2014, el participante peruano de mayor edad. Los deportistas peruanos han participado en 5 competiciones en 2 deportes olímpicos de invierno.

### Medallero Juegos Olímpicos De Invierno
| Sede                         | Atletas         | Oro             | Plata           | Bronce          | Total           | Posición        |
| ---------------------------- | --------------- | --------------- | --------------- | --------------- | --------------- | --------------- |
| Chamonix 1924 - Turín 2006   | No participó    | No participó    | No participó    | No participó    | No participó    | No participó    |
| Vancouver 2010               | 3               | 0               | 0               | 0               | 0               | -               |
| Sochi 2014                   | 3               | 0               | 0               | 0               | 0               | -               |
| Pyeongchang 2018             | No participó    | No participó    | No participó    | No participó    | No participó    | No participó    |
| Pekín 2022                   | 1               | 0               | 0               | 0               | 0               | -               |
| Milán-Cortina d'Ampezzo 2026 | Eventos lejanos | Eventos lejanos | Eventos lejanos | Eventos lejanos | Eventos lejanos | Eventos lejanos |
| Alpes Franceses 2030         | Eventos lejanos | Eventos lejanos | Eventos lejanos | Eventos lejanos | Eventos lejanos | Eventos lejanos |
| Salt Lake City 2034          | Eventos lejanos | Eventos lejanos | Eventos lejanos | Eventos lejanos | Eventos lejanos | Eventos lejanos |
| Total                        | 6               | 0               | 0               | 0               | 0               |                 |

## Alertas A Editores
Atentamente les pedimos a los editores no agregar datos no relacionados con Perú En Los Juegos Olímpicos o COP.

## Contribuyentes Especiales
- Roy Galdos
- RAAG IB
- Higo Galer Servantes
- Rafstr
- SeroBot
- Rodrigo Gonzalo

- Datos: Q844854
- Multimedia: Peru at the Olympic Games / Q844854